# Tháp nhu cầu của Maslow
Hệ thống nhu cầu của Maslow là một lý thuyết về tâm lý học được đề xuất bởi Abraham Maslow trong bài viết "A Theory of Human Motivation" năm 1943 trong Đánh giá Tâm lý học.  Maslow sau đó đã mở rộng ý tưởng bao gồm những quan sát của ông về sự tò mò bẩm sinh của con người. Các lý thuyết của ông song song với nhiều lý thuyết khác về tâm lý học phát triển của con người, một số trong đó tập trung vào việc mô tả các giai đoạn tăng trưởng ở người. Sau đó, ông đã tạo ra một hệ thống phân loại phản ánh nhu cầu phổ biến của xã hội làm cơ sở và sau đó tiến tới những cảm xúc có được nhiều hơn. Hệ thống nhu cầu của Maslow được sử dụng để nghiên cứu cách con người thực sự tham gia vào động lực hành vi. Maslow đã sử dụng các thuật ngữ "sinh lý", "an toàn", "thuộc về tình yêu", "nhu cầu xã hội" hoặc "lòng tự trọng" và "tự thể hiện" để mô tả mô hình mà động lực của con người thường di chuyển. Điều này có nghĩa là để động lực phát sinh ở giai đoạn tiếp theo, mỗi giai đoạn phải được thỏa mãn trong chính cá nhân họ. Ngoài ra, lý thuyết này là cơ sở chính để biết nỗ lực và động lực có tương quan như thế nào khi thảo luận về hành vi của con người. Mỗi cấp độ riêng lẻ này chứa một lượng cảm giác bên trong nhất định phải được đáp ứng để một cá nhân hoàn thành hệ thống phân cấp của họ. Mục tiêu trong lý thuyết của Maslow là đạt được cấp độ hoặc giai đoạn thứ năm: tự thể hiện.
Lý thuyết của Maslow đã được thể hiện đầy đủ trong cuốn sách Motivation and Personality năm 1954 của ông. Hệ thống phân cấp vẫn là một khuôn khổ rất phổ biến trong nghiên cứu xã hội học, đào tạo quản lý và hướng dẫn tâm lý học thứ cấp và cao hơn. Hệ thống phân cấp của Maslow đã được sửa đổi theo thời gian. Hệ thống phân cấp ban đầu nói rằng mức độ thấp hơn phải được thỏa mãn và hoàn thành trước khi chuyển sang một mục tiêu cao hơn. Tuy nhiên, ngày nay các học giả thích nghĩa về các cấp độ này là liên tục chồng chéo lẫn nhau. Điều này có nghĩa là các cấp thấp hơn có thể được ưu tiên trở lại so với các cấp khác tại bất kỳ thời điểm nào.

## Căn bản của lý thuyết
Hệ thống nhu cầu của Maslow thường được mô tả theo hình dạng của một kim tự tháp với những nhu cầu cơ bản nhất, lớn nhất ở phía dưới và nhu cầu tự thể hiện và siêu việt ở phía trên. Nói cách khác, lý thuyết là các nhu cầu cơ bản nhất của cá nhân phải được đáp ứng trước khi họ có động lực để đạt được nhu cầu cấp cao hơn. Tuy nhiên, người ta đã chỉ ra rằng mặc dù những ý tưởng đằng sau hệ thống phân cấp là Maslow, bản thân kim tự tháp không tồn tại ở bất cứ đâu trong tác phẩm gốc của Maslow.
Bốn lớp cơ bản nhất của kim tự tháp chứa thứ mà Maslow gọi là "nhu cầu thiếu" hoặc "nhu cầu": lòng tự trọng, tình bạn và tình yêu, an ninh và nhu cầu thể chất. Nếu những "nhu cầu thiếu hụt" này không được đáp ứng - ngoại trừ nhu cầu cơ bản nhất (sinh lý) - chúng có thể không có dấu hiệu thể hiện ra bên ngoài, nhưng cá nhân sẽ cảm thấy lo lắng và căng thẳng. Lý thuyết của Maslow cho thấy rằng mức độ nhu cầu cơ bản nhất phải được đáp ứng, trước khi cá nhân sẽ bị khao khát mạnh mẽ (hoặc thúc đẩy tập trung vào) nhu cầu cấp trung trở lên. Maslow cũng đặt ra thuật ngữ " siêu năng lực " để mô tả động lực của những người vượt ra ngoài phạm vi của các nhu cầu cơ bản và cố gắng cải thiện liên tục.
Bộ não con người là một hệ thống phức tạp và có các quá trình song song chạy cùng một lúc, do đó nhiều động lực khác nhau từ các cấp bậc khác nhau của Maslow có thể xảy ra cùng một lúc. Maslow đã nói rõ ràng về các cấp độ này và sự hài lòng của họ về các thuật ngữ như "tương đối", "chung" và "chủ yếu". Thay vì nói rằng cá nhân tập trung vào một nhu cầu nhất định tại bất kỳ thời điểm nào, Maslow tuyên bố rằng một nhu cầu nhất định "thống trị" sinh vật người. Do đó Maslow thừa nhận khả năng các mức độ động lực khác nhau có thể xảy ra bất cứ lúc nào trong tâm trí con người, nhưng ông tập trung vào việc xác định các loại động lực cơ bản và thứ tự mà chúng sẽ có xu hướng được đáp ứng.

## Chi tiết nội dung tháp nhu cầu
Hệ thống nhu cầu của Maslow thường được mô tả theo hình dạng của một kim tự tháp với những nhu cầu cơ bản nhất, lớn nhất ở phía dưới và nhu cầu tự thể hiện và siêu việt ở phía trên. Nói cách khác, các nhu cầu cơ bản nhất của cá nhân phải được đáp ứng trước khi họ có động lực để đạt được nhu cầu cấp cao hơn.
Bốn cấp cơ bản nhất của kim tự tháp chứa những điều kiện mà Maslow gọi là "nhu cầu thiếu": lòng tự trọng, tình bạn - tình yêu, an toàn và nhu cầu thể chất. Nếu những "nhu cầu thiếu hụt" này không được đáp ứng - ngoại trừ nhu cầu cơ bản nhất (sinh lý) - chúng có thể không có dấu hiệu thể hiện ra bên ngoài, nhưng cá nhân sẽ cảm thấy lo lắng và căng thẳng. Lý thuyết của Maslow cho thấy rằng mức độ nhu cầu cơ bản nhất phải được đáp ứng trước khi có khao khát về nhu cầu khác. Maslow cũng đặt ra thuật ngữ "siêu năng lực" để mô tả động lực của những người vượt quá phạm vi của các nhu cầu cơ bản và phấn đấu để cải thiện liên tục.
Bộ não con người là một hệ thống phức tạp và chứa các quá trình song song chạy cùng một lúc, do đó nhiều động lực khác nhau từ các cấp bậc khác nhau của Maslow có thể xảy ra cùng một lúc. Maslow đã nói rõ ràng về các cấp độ của tháp nhu cầu và sự hài lòng của họ bằng các thuật ngữ như "tương đối", "chung" và "chủ yếu".
5 tầng trong Tháp nhu cầu của Maslow:
- Tầng thứ nhất: Các nhu cầu cơ bản nhất thuộc về "thể lý" (physiological) - thức ăn, nước uống, nơi trú ngụ, tình dục, bài tiết, thở, nghỉ ngơi.
- Tầng thứ hai: Nhu cầu an toàn (safety) - cần có cảm giác yên tâm về an toàn thân thể, việc làm, gia đình, sức khỏe, tài sản được đảm bảo.
- Tầng thứ ba: Nhu cầu được giao lưu tình cảm và được trực thuộc (love/belonging) - muốn được trong một nhóm cộng đồng nào đó, muốn có gia đình yên ấm, bạn bè thân hữu tin cậy.
- Tầng thứ tư: Nhu cầu được quý trọng, kính mến (esteem) - cần có cảm giác được tôn trọng, kính mến, được tin tưởng.
- Tầng thứ năm: Nhu cầu về tự thể hiện bản thân cường độ cao (self - actualization) - muốn sáng tạo, được thể hiện khả năng, thể hiện bản thân, trình diễn mình, có được và được công nhận là thành đạt.

### Nhu cầu sinh lý
Nhu cầu sinh lý là một khái niệm nguồn để giải thích và nuôi dưỡng nền tảng của động lực khác. Khái niệm này là yêu cầu vật lý chính cho sự sống còn của con người. Điều này có nghĩa là nhu cầu sinh lý là nhu cầu phổ quát của con người. Nhu cầu sinh lý được xem xét từ động lực bên trong của con người theo hệ thống nhu cầu của Maslow. Lý thuyết này nói rằng: con người buộc phải đáp ứng những nhu cầu sinh lý này trước tiên để theo đuổi sự thỏa mãn ở mức độ cao hơn. Nếu những nhu cầu này không được đáp ứng, nó sẽ dẫn đến sự gia tăng sự bất mãn trong một cá nhân. Nhu cầu sinh lý có thể được định nghĩa dựa trên đặc điểm và trạng thái. Nhu cầu sinh lý như những đặc điểm ám chỉ đến nhu cầu lâu dài, không thay đổi được, đó là những yêu cầu của cuộc sống cơ bản của con người. Nhu cầu sinh lý như một trạng thái ám chỉ sự giảm khoái cảm và sự gia tăng cho một động lực để thực hiện một điều cần thiết. Để theo đuổi động lực nội tại ở thứ bậc cao của Maslow, trước tiên phải đáp ứng nhu cầu sinh lý. Điều này có nghĩa là nếu một con người đang vật lộn để đáp ứng nhu cầu sinh lý của họ, thì về bản chất họ không có khả năng theo đuổi sự an toàn, xã hội, lòng tự trọng và tự thể hiện.
Nhu cầu sinh lý bao gồm:
- Cân bằng nội môi
- Sức khỏe
- Thực phẩm và nước
- Ngủ
- Quần áo
- Nơi trú ẩn

### Nhu cầu an toàn
Một khi nhu cầu sinh lý của một người tương đối thỏa mãn, nhu cầu an toàn của họ được ưu tiên và chi phối hành vi. Trong trường hợp không có sự an toàn về thể chất - do chiến tranh, thảm họa tự nhiên, bạo lực gia đình, lạm dụng thời thơ ấu, phân biệt chủng tộc, v.v. - mọi người có thể (tái) trải qua rối loạn căng thẳng sau chấn thương. Trong trường hợp không có điều kiện kinh tế - do khủng hoảng kinh tế và thiếu cơ hội làm việc - những nhu cầu an toàn này thể hiện theo các cách như ưu tiên bảo đảm công việc, thủ tục khiếu nại, tài khoản tiết kiệm, chính sách bảo hiểm, chứng nhận nhà ở,.. vv. Mức độ này có nhiều khả năng chiếm ưu thế ở trẻ em vì chúng thường có nhu cầu lớn hơn để cảm thấy an toàn. Nhu cầu an toàn và an ninh là việc giữ cho chúng ta an toàn, khỏi bị tổn hại. Chúng bao gồm nơi trú ẩn, an ninh công việc, sức khỏe và môi trường an toàn. Nếu một người không cảm thấy an toàn trong môi trường của họ, họ sẽ cố gắng tìm sự an toàn trước khi họ cố gắng đáp ứng bất kỳ mức sống nào cao hơn, nhưng nhu cầu an toàn không quan trọng bằng nhu cầu sinh lý cơ bản.
Nhu cầu an toàn và bảo mật bao gồm:
- An ninh cá nhân
- An ninh cảm xúc
- An ninh tài chính
- Sức khỏe và hạnh phúc
- Nhu cầu an toàn chống lại tai nạn / bệnh tật và tác động bất lợi của chúng

### Nhu cầu xã hội / mối quan hệ, tình cảm
Sau khi đã được đáp ứng nhu cầu sinh lý và an toàn, mức độ thứ ba của nhu cầu của con người nằm giữa các cá nhân và gồm các cảm giác cần thuộc về. Nhu cầu này đặc biệt phát triển mạnh mẽ trong trong thời thơ ấu và nó có thể vượt qua cả nhu cầu an toàn như đã được quan sát ở những đứa trẻ phải ở với cha mẹ bạo hành, ngược đãi. Sự thiếu sót trong mức độ này về các yếu tố về bị bỏ mặc, trốn tránh, tẩy chay… có thể gây các tác động tiêu cực đến khả năng tạo dựng và duy trì các cảm xúc trong các mối quan hệ.
Nhu cầu xã hội bao gồm:
- Tình bạn
- Sự thân mật
- Tình gia đình

Theo Maslow, con người sở hữu một nhu cầu tình cảm về cảm giác muốn được thuộc về và chấp nhận trong một nhóm xã hội nào đó dù lớn hay nhỏ. Ví dụ, những nhóm lớn bao gồm các câu lạc bộ, đồng nghiệp, tôn giáo, tổ chức chuyên nghiệp đội thể thao, băng đảng và cộng đồng trực tuyến. Một số ví dụ về các kết nối xã hội nhỏ bao gồm các thành viên gia đình, đối tác thân mật, cố vấn, đồng nghiệp và tâm sự. Con người cần yêu và được yêu - cả tình dục và phi tình dục - bởi người khác. Nhiều người trở nên dễ bị cô đơn, lo lắng xã hội và trầm cảm lâm sàng khi không có tình yêu hoặc yếu tố "được thuộc về" này.
Nhu cầu thuộc về này có thể khắc phục các nhu cầu sinh lý và an ninh, tùy thuộc vào sức mạnh của áp lực ngang hàng. Ngược lại, đối với một số cá nhân, nhu cầu về lòng tự trọng quan trọng hơn nhu cầu thuộc về; và đối với những người khác, nhu cầu thực hiện sáng tạo có thể thay thế ngay cả những nhu cầu cơ bản nhất.

### Nhu cầu được tôn trọng
Hầu hết mọi người đều có nhu cầu tự tôn và lòng tự trọng ổn định. Maslow lưu ý hai phiên bản về nhu cầu quý trọng: phiên bản "thấp hơn" và phiên bản "cao hơn". Phiên bản "thấp hơn" của lòng tự trọng là nhu cầu tôn trọng người khác, và có thể bao gồm nhu cầu về địa vị, sự công nhận, danh tiếng, uy tín và sự chú ý. Phiên bản "cao hơn" thể hiện là nhu cầu tự trọng và có thể bao gồm nhu cầu về sức mạnh, năng lực, làm chủ, tự tin, độc lập và tự do. Phiên bản "cao hơn" này có hướng dẫn, "hệ thống phân cấp có liên quan với nhau chứ không tách rời nhau". Điều này có nghĩa là lòng tự trọng và các cấp độ tiếp theo không được tách biệt nghiêm ngặt; thay vào đó, các cấp có liên quan chặt chẽ. Nhu cầu về lòng tự trọng là nhu cầu bản ngã hoặc nhu cầu địa vị. Mọi người phát triển mối quan tâm với việc nhận được sự công nhận, địa vị, tầm quan trọng và sự tôn trọng từ người khác.
Hầu hết con người có nhu cầu cảm thấy được tôn trọng; điều này bao gồm nhu cầu có lòng tự trọng và tự trọng. Esteem thể hiện mong muốn điển hình của con người để được người khác chấp nhận và coi trọng. Mọi người thường tham gia vào một nghề nghiệp hoặc sở thích để được công nhận. Những hoạt động này mang lại cho người đó cảm giác đóng góp hoặc giá trị. Lòng tự trọng thấp hoặc mặc cảm có thể dẫn đến sự mất cân bằng trong cấp độ này trong hệ thống phân cấp. Những người có lòng tự trọng thấp thường cần sự tôn trọng từ người khác; họ có thể cảm thấy cần phải tìm kiếm danh tiếng hoặc vinh quang. Tuy nhiên, danh tiếng hay vinh quang sẽ không giúp người đó xây dựng lòng tự trọng cho đến khi họ chấp nhận họ là ai trong nội bộ. Mất cân bằng tâm lý như trầm cảm có thể khiến người ta mất tập trung vào việc có được lòng tự trọng cao hơn.

### Nhu cầu thể hiện bản thân
"What a man can be, he must be", lời trích dẫn này là cơ sở cho nhu cầu nhận thức về tự thể hiện bản thân. Cấp độ nhu cầu này đề cập đến việc nhận ra năng lực đầy đủ của một người. Maslow giải thích câu trên như là mong ước có thể làm được tất cả những gì mà người đó có khả năng, để trở thành phiên bản tốt nhất của chính mình. Mỗi cá nhân nhận thức hoặc chú ý đến nhu cầu này thì khác biệt nhau. Có người thì mong muốn có sức mạnh, người thì muốn trở thành cha mẹ lý tưởng, thắng các cuộc thi thế vận hội, hoặc là sáng tạo nghệ thuật, chụp ảnh, cũng có thể phát minh. Ông tin rằng muốn hiểu rõ nhu cầu tự thể hiện này, người đó không chỉ thành công ở những cấp độ trước của tháp nhu cầu, mà còn kiểm soát được chúng. Tự thể hiện được mô tả như là hệ thống dựa trên giá trị khi thảo luận về vai trò tạo nên động lực; tự thể hiện được hiểu như là mục tiêu - một động lực rõ ràng, và những nấc nhu cầu trước đó chẳng qua chính là từng bước một để đạt được đỉnh cao nhất - tự thể hiện; một động lực rõ ràng là mục tiêu của hệ thống phần thưởng, được sử dụng để thúc đẩy hoàn thành các giá trị hoặc mục tiêu nhất định. Các cá nhân có động lực để theo đuổi mục tiêu này tìm kiếm và hiểu nhu cầu, mối quan hệ và ý thức về bản thân của họ được thể hiện như thế nào thông qua hành vi của họ. Tự thể hiện có thể bao gồm:
- Tìm kiếm cộng sự
- Nuôi dạy con cái
- Sử dụng và phát triển tài năng, năng lực
- Theo đuổi mục tiêu

### Tính siêu việt
Trong những năm cuối đời, Abraham Maslow đã khám phá thêm một chiều động lực, đồng thời chỉ trích tầm nhìn ban đầu của ông về tự thể hiện. Theo lý thuyết sau này, người ta tìm thấy sự nhận thức đầy đủ nhất trong việc đưa bản thân mình vào một thứ gì đó vượt ra ngoài bản thân, ví dụ, trong lòng vị tha hoặc tâm linh. Ông đánh đồng điều này với mong muốn đạt đến vô hạn. "Siêu việt đề cập đến mức độ cao nhất và toàn diện nhất hoặc toàn diện nhất của ý thức con người, hành xử và liên hệ, như là kết quả chứ không phải là mức độ trung bình, đối với người khác, đối với con người nói chung, đối với các loài khác, đối với tự nhiên và đối với vũ trụ".

## Phê bình học thuyết
Không giống như hầu hết các lý thuyết khoa học, hệ thống nhu cầu của Maslow có ảnh hưởng rộng khắp bên ngoài giới học thuật. Như Uriel Abulof lập luận, "Sự cộng hưởng liên tục của lý thuyết Maslow trong trí tưởng tượng rất phổ biến, tuy nhiên có vẻ không khoa học, có thể bằng chứng rõ ràng nhất về tầm quan trọng của hệ thống này là nó giải thích bản chất con người nhận ra nhu cầu của mình." Tuy nhiên, về mặt học thuật, lý thuyết của Maslow bị tranh cãi rất nhiều.

### Phương pháp
Maslow đã nghiên cứu ở những người mà ông cho là bậc thầy như: Albert Einstein, Jane Addams, Eleanor Roosevelt và Frederick Douglass hơn là chọn những người bị bệnh tâm thần hoặc thần kinh. Vì ông cho rằng "nghiên cứu về các người có bộ não bình thường, chưa trưởng thành và không lành mạnh chỉ mang lại sự tê liệt trong triết lý." Nên Maslow đã nghiên cứu 1% người khỏe mạnh nhất trong số sinh viên đại học.

### Xếp hạng

#### Xếp hạng toàn cầu
Trong nghiên cứu dựa trên lý thuyết của Maslow, Wahba và Bridwell đã tìm thấy rất ít bằng chứng cho thấy việc xếp hạng các nhu cầu mà Maslow mô tả hay nhắc về sự tồn tại của một hệ thống phân cấp xác định.
Thứ tự sắp xếp thứ bậc của Maslow đã bị Geert Hofstede chỉ trích là dân tộc học. Đổi lại, công việc của Hofstede đã bị chỉ trích bởi những người khác. Hệ thống nhu cầu của Maslow không minh họa và mở rộng dựa trên sự khác biệt giữa nhu cầu xã hội và trí tuệ của những người được nuôi dưỡng trong xã hội cá nhân và những người được nuôi dưỡng trong xã hội tập thể. Nhu cầu và động lực của những người trong xã hội cá nhân có xu hướng tự cho mình là trung tâm hơn so với những người trong xã hội tập thể. Họ tập trung vào việc cải thiện bản thân, và việc thực hiện những  đỉnh cao của sự tự cải thiện. Trong các xã hội tập thể, nhu cầu chấp nhận và cộng đồng sẽ lớn hơn nhu cầu tự do và cá nhân.

#### Xếp hạng giới tính
Vị trí và giá trị của tình dục trên kim tự tháp cũng là một nguồn chỉ trích liên quan đến hệ thống phân cấp của Maslow. Hệ thống phân cấp của Maslow đặt tình dục vào loại nhu cầu sinh lý cùng với thức ăn và hơi thở; nó liệt kê tình dục chỉ từ một quan điểm cá nhân. Ví dụ, tình dục được đặt với các nhu cầu sinh lý khác phải được thỏa mãn trước khi một người xem xét mức độ động lực "cao hơn". Một số nhà phê bình cảm thấy vị trí này của tình dục bỏ qua ý nghĩa tình cảm, gia đình và tiến hóa của tình dục trong cộng đồng, mặc dù những người khác chỉ ra rằng điều này đúng với tất cả các nhu cầu cơ bản.

#### Thay đổi hệ thống phân cấp theo hoàn cảnh
Nhu cầu cấp cao hơn (lòng tự trọng và tự thực hiện) và nhu cầu thấp hơn (sinh lý, an toàn và tình yêu) theo phân loại nhu cầu của Maslow không phổ biến và có thể khác nhau giữa các nền văn hóa. Do sự khác biệt cá nhân và nguồn lực sẵn có trong khu vực hoặc thực thể địa chính trị / quốc gia.
Trong một nghiên cứu, phân tích nhân tố khám phá (EFA) trong thang đo mười ba mặt hàng cho thấy có hai mức nhu cầu đặc biệt quan trọng ở Mỹ trong thời bình từ 1993 đến 1994: sống sót (sinh lý và an toàn) và tâm lý (tình yêu, lòng tự trọng và tự thực hiện). Năm 1991, một biện pháp thời bình hồi cứu đã được thiết lập và thu thập trong Chiến tranh vùng Vịnh Ba Tư và công dân Hoa Kỳ được yêu cầu nhớ lại tầm quan trọng của nhu cầu từ năm trước. Một lần nữa, chỉ có hai mức nhu cầu được xác định; do đó, mọi người có khả năng và năng lực để nhớ lại và ước tính tầm quan trọng của nhu cầu. Đối với công dân ở Trung Đông (Ai Cập và Ả Rập Saudi), ba mức nhu cầu liên quan đến tầm quan trọng và sự hài lòng đã xuất hiện trong thời kỳ hồi tưởng năm 1990. Ba cấp độ này hoàn toàn khác với các công dân Hoa Kỳ.
Những thay đổi liên quan đến tầm quan trọng và sự thỏa mãn nhu cầu từ thời bình đến thời chiến do căng thẳng thay đổi đáng kể giữa các nền văn hóa (Mỹ so với Trung Đông). Đối với công dân Hoa Kỳ, chỉ có một mức nhu cầu vì tất cả các nhu cầu đều được coi là quan trọng như nhau. Liên quan đến sự thỏa mãn nhu cầu trong chiến tranh, ở Mỹ có ba cấp độ: nhu cầu sinh lý, nhu cầu an toàn và nhu cầu tâm lý (xã hội, lòng tự trọng và tự thực hiện). Trong chiến tranh, sự thỏa mãn nhu cầu sinh lý và nhu cầu an toàn được tách thành hai nhu cầu độc lập, trong khi trong thời bình chúng được kết hợp làm một. Đối với người dân Trung Đông, sự thỏa mãn nhu cầu đã thay đổi từ ba cấp độ thành hai trong thời chiến.
Một nghiên cứu năm 1981 đã xem xét cách phân cấp của Maslow có thể khác nhau giữa các nhóm tuổi. Một cuộc khảo sát đã yêu cầu những người tham gia ở các độ tuổi khác nhau đánh giá một số lượng các tuyên bố từ quan trọng đến quan trọng nhất. Các nhà nghiên cứu phát hiện ra rằng:
- Trẻ em có điểm nhu cầu thể chất cao hơn các nhóm khác.
- Nhu cầu tình yêu xuất hiện từ thời thơ ấu đến khi trưởng thành.
- Nhu cầu tự trọng cao nhất trong nhóm thanh thiếu niên, thanh niên có mức độ tự thể hiện cao nhất.
- Tuổi già có nhu cầu thân mật cao nhất, nó là cần thiết trên tất cả các cấp tương đương.

Các tác giả lập luận rằng điều này cho thấy hệ thống phân cấp của Maslow có thể bị giới hạn như một lý thuyết cho trình tự phát triển, vì trình tự của nhu cầu tình yêu và nhu cầu tự trọng nên được đảo ngược theo tuổi tác.

### Định nghĩa thuật ngữ

#### Nhu cầu thể hiện bản thân
Thuật ngữ "tự thể hiện" có thể không truyền đạt được những gì như là quan sát của Maslow, động lực này đề cập đến việc tập trung vào việc trở thành người giỏi nhất mà người ta có thể phấn đấu để phục vụ cả bản thân và người khác. Thuật ngữ tự thể hiện của Maslow có thể không mô tả một cách đầy đủ, trọn vẹn phạm vi của cấp độ nhu cầu này. Thường thì, khi một người ở cấp độ nhu cầu này, càng nhiều những gì họ thực hiện được càng đem lại nhiều lợi ích đến cho người khác, nói cách khác "lợi ích lớn hơn".

#### Nhu cầu của con người hoặc không phải con người
Abulof đã tranh cãi rằng trong khi Maslow nhấn mạnh rằng "lý thuyết động lực phải là nhân học chứ không phải động vật", ông ấy lại đưa ra một hệ thống phân cấp động vật chủ yếu, lên ngôi với một khía cạnh con người: "Bản chất cao hơn của con người dựa trên nền tảng thấp hơn của con người, nó như nền móng, và thứ gì không có nền sẽ bị sụp đổ... Những tính chất riêng biệt của con người chúng ta dựa trên và cần những tính chất động vật." Abulof lưu ý rằng "tất cả các loài động vật đều tìm kiếm sự sống và an toàn, và nhiều động vật, đặc biệt là động vật có vú, cũng đầu tư nỗ lực để thuộc về và có được sự quý trọng... Bốn nấc thang cổ điển đầu tiên của Maslow không có gì đặc biệt là con người." Ngay cả khi nó xuất hiện để "tự thể hiện", Abulof lập luận, không rõ con người hiện thực hóa "bản thân" như thế nào. Rốt cuộc, sau này theo Maslow cấu thành "một cốt lõi bên trong, sinh học hơn, bản năng hơn của bản chất con người", do đó "việc tìm kiếm các giá trị nội tại, xác thực của chính mình" kiểm tra sự tự do lựa chọn của con người: "Một nhạc sĩ phải thực hiện âm nhạc", vì vậy tự do chỉ giới hạn ở sự lựa chọn nhạc cụ.